# Firsovo
Firsovo (en rus: Фирсово) és un poble de l'óblast de Sverdlovsk, a Rússia, segons el cens del 2010 tenia 182 habitants.